# Pallamano Rimini
La Pallamano Rimini fu una società italiana di pallamano con sede a Rimini.

## Storia

### Gli inizi
La storia del club nasce nell'estate 1972, quando la futura Pallamano Rimini viene creata con il nome di Polisportiva Tre Tre Tre Rimini. Nello stesso periodo in città prendono vita anche altre due squadre, l'Handball Club Rimini e la Marco Guidi, con quest'ultima che prende il nome da un ragazzo deceduto in un incidente.
Tutte e tre le formazioni partecipano al campionato di Serie C.
La Pallamano Rimini Tre Tre Tre, allenata da Antonio "Toni" Pasolini e composta perlopiù da allievi dall'Istituto per Ragionieri "Valturio", gioca la sua prima partita di campionato della propria storia il 27 gennaio 1973 battendo per 15-5 la Marco Guidi sull'allora campo di casa dell'oratorio dei Salesiani nei pressi di viale Tripoli. Il successivo 17 febbraio viene giocato invece il primo derby (vinto 12-11) contro l'H.C. Rimini, primo atto di una rivalità cittadina che nel corso degli anni arriverà a riproporsi anche nella massima serie. Il 10 giugno, a campionato ormai terminato, la squadra scende in campo in un recupero decisivo contro il Pescara, vince e centra il secondo posto ai danni dell'H.C. Rimini, salendo così in Serie B.
Il primo anno nel campionato cadetto della Tre Tre Tre termina con una salvezza all'ultima giornata, mentre l'H.C. Rimini si fonde con la Marco Guidi e sale anch'essa in B. Il 1974-1975, oltre ad essere il primo anno presso un nuovo campo all'aperto situato dietro la curva lato monte dello stadio Romeo Neri, segna anche il debutto dell'impresa di pulizie 'La Rapida' come sponsor, la quale darà una spinta decisiva. In quella stagione, la squadra conquista un terzo posto in Serie B. Nel 1975-1976 viene ingaggiato il primo giocatore da fuori Rimini, il giovane Sergio Dovesi dalla Derbigum Bologna. Al termine della Serie B 1976-1977, in un torneo in cui i pronostici indicavano come principali candidate alla promozione le più quotate H.C. Rimini (che aveva ingaggiato lo straniero Cavlovic e, inoltre, due giocatori della Pallamano Rimini), Cassano Magnago e Seregno, è proprio la Pallamano Rimini a centrare il primo posto, rimanendo oltretutto imbattuta. Anche l'altra squadra cittadina, l'H.C. Rimini, trova la promozione.

### La ribalta nazionale e l'avventura europea
L'esordio della Pallamano Rimini in Serie A avviene praticamente in concomitanza con l'apertura del Palasport Flaminio, inaugurato nel settembre 1977. Il primo derby nella massima serie si gioca regolarmente a porte aperte, nonostante il rischio di squalifica del campo dovuto a un'aggressione subita da un arbitro al termine della gara Fippi-Cassano Magnago della giornata precedente. La partita vede prevalere l'H.C. Rimini, mentre il ritorno si conclude con un pareggio per 12-12. I rapporti erano tesi non solo tra il pubblico, ma anche tra le due società. Per la Pallamano Rimini, il primo anno nella massima serie va in archivio con un ottavo posto finale, mentre i rivali arancio-viola dell'H.C. Rimini (sponsorizzati dal marchio di pannolini Fippi) si classificano quarti.
Nella stagione successiva, che vede tra gli altri l'arrivo del primo straniero, Rajko Begović, proveniente dal campionato tedesco, la Pallamano Rimini 'La Rapida' conclude la Serie A 1978-1979 al terzo posto in classifica davanti ai rivali cittadini, che si piazzano noni e vengono sconfitti in entrambi i derby.
A partire dal 1979-1980 cambia lo sponsor, che diventa 'Agorà'. La squadra bissa il terzo posto in Serie A lottando per lo scudetto, ma la frattura al gomito riportata dal nazionale italiano Franco Renzi si rivela un fattore negativo in tal senso. Il derby di ritorno contro i rivali dell'H.C. Rimini viene trasmesso in diretta televisiva dalla RAI. Oltre al campionato, la squadra compie un cammino in Coppa Italia che la porta a superare il Banco di Roma per 20-17 in semifinale, qualificandosi così per la finale, in programma il giorno seguente, che perde però contro il Rovereto per 15-13, nonostante un primo tempo chiuso in vantaggio.
Il 1980-1981 sarebbe potuto essere l'anno giusto per riprovare a vincere di scudetto, ma il decesso in un incidente d'elicottero di Franco Zavatta, proprietario dello sponsor Agorà, complica i piani e contribuisce alla cessione di alcuni giocatori, tra cui Begović. La formazione biancorossa targata 'Fabbri' (azienda dolciaria ex sponsor dell'H.C. Rimini) affronta la Serie A 1980-1981 senza stranieri, ma si classifica comunque al quinto posto. Nella stessa annata, la Pallamano Rimini esordisce in campo europeo con la partecipazione alla Coppa delle Coppe 1980-1981, resa possibile dalla finale di Coppa Italia dell'anno precedente e dal fatto che il Rovereto, vincitore della coppa nazionale, era impegnato nella Coppa dei Campioni, avendo vinto anche lo scudetto. Il primo turno mette di fronte i ragazzi di coach Toni Pasolini e i portoghesi del Porto, sezione di pallamano della nota polisportiva. All'andata i lusitani sbancano il Flaminio con il punteggio di 19-25, mentre al ritorno è Rimini a vincere in Portogallo, seppur con il risultato di 23-22: una vittoria ininfluente ai fini della qualificazione, ma che rappresenta il primo successo in trasferta di sempre di una squadra italiana nella giovane storia delle coppe europee.
Per la stagione 1981-1982 le ambizioni tornano a rinvigorirsi, ma l'annata si rivela comunque turbolenta. La rosa viene rinnovata, e si torna anche a schierare uno straniero (Batinović). La Serie A viene chiusa con un terzo posto grazie alla vittoria dell'ultima giornata contro il Brixen di Bressanone. In Coppa Italia, invece, la 'Fabbri' supera i campioni d'Italia della Pallamano Trieste in semifinale a Mantova ma poi perde la finale contro il Brixen.

### L'inizio del declino
Il declino della squadra inizia nel 1982-1983, quando si registrano alcune partenze importanti e si comincia a puntare all'obiettivo salvezza, nonostante il ritorno di Begović. L'ottavo posto finale garantisce la salvezza diretta, senza la necessità di passare per i play-out.
Il 1983-1984 è l'anno della retrocessione in seconda serie. La Pallamano Rimini, targata 'System Service', si presenta con una rosa molto ringiovanita che, ad eccezione di Begović, non include giocatori provenienti da fuori città. La Serie A 1983-1984 è suddivisa in due gironi, ed il sesto posto nel girone nord determina come avversario nello spareggio salvezza l'ottava classificata del girone sud, il Fermi Frascati. A causa di un bizzarro regolamento, la partita decisiva si gioca in casa dei laziali, poiché il regolamento stabilisce che a giocare in casa l'eventuale "bella" sia la peggiore classificata. Alla fine, sono i laziali a imporsi.
Il primo ritorno in Serie B dura in realtà solo un anno. Lo storico allenatore Toni Pasolini assume il ruolo di direttore sportivo e lascia l'incarico di capo allenatore a Nicola Saulle, già socio fondatore della Tre Tre Tre ma anche allenatore per anni dell'H.C. Rimini. I romagnoli battono la concorrenza del Prato e risalgono nella massima serie.
La 'Fabbri' inizia la Serie A 1985-1986 con una squadra composta esclusivamente da giocatori riminesi. Durante il campionato viene ingaggiato il serbo Vladan Marković e, a metà torneo, Toni Pasolini torna a ricoprire il ruolo di capo allenatore al posto di Saulle. L'obiettivo della salvezza viene raggiunto all'ultima giornata.

### La fusione
All'inizio dell'estate del 1986, le due realtà riminesi, ormai lontane dai fasti di qualche anno prima, decidono di unire le forze e fondersi, dando vita alla nuova Pallamano Rimini. La H.C. Rimini, intanto, mantiene per un anno una squadra in Serie D, poi interrompe definitivamente l'attività. Per tre anni di fila, dalla Serie A1 1986-1987 alla Serie A1 1988-1989, la 'Jomsa' (questo il nome del nuovo sponsor) raggiunge la salvezza grazie agli spareggi play-out. L'annata Serie A1 1989-1990, segnata dall'assenza di uno sponsor, da un budget ristrettissimo e da alcuni attriti dirigenziali tra i gruppi delle vecchie società, si conclude nuovamente ai play-out. Tuttavia, questa volta gli spareggi hanno esito negativo: dopo la vittoria casalinga per 20-19 contro la Lazio, seconda classificata in Serie A2, seguono una sconfitta a Roma e una sconfitta di misura in gara 3 sul neutro di Teramo. In vista della stagione 1990-1991 la società presenta alla federazione una richiesta di rinuncia alla Serie A, ma questa risponde procedendo con la radiazione del club.

### Dalla Pallamano Rimini alla Rimini Pallamano
Sulle ceneri della precedente società, un gruppo di persone tra cui lo stesso Toni Pasolini fondano una nuova squadra, la Rimini Pallamano, che riparte dalla Serie D nella stagione 1990-1991, vincendola da imbattuta. Al terzo tentativo viene poi raggiunta la promozione in Serie B, mentre al termine dell'annata 1995-1996 arriva la risalita in Serie A2.
L'entusiasmo per il raggiungimento della categoria tuttavia fa il paio con un budget molto basso, tanto che l'iscrizione viene formalizzata l'ultimo giorno utile. In un torneo che prevede la possibilità di schierare due stranieri, l'unico arrivo è un riminese in prestito dal Bologna. Il miracolo sportivo non riesce, e la 'Jomsa' retrocede. Nonostante ciò, l'intenzione del tecnico Pasolini e del gruppo squadra è di tornare in Serie A2 per poi smettere, e infatti la Serie B 1997-1998 viene vinta proprio dai riminesi.

### Pallamano Rimini '72
La prospettiva di disputare nuovamente la A2 con poche risorse economiche e senza giocatori stranieri viene ritenuta insostenibile, pertanto nell'estate 1998 la Rimini Pallamano cessa di esistere con la cessione dei diritti di A2 alla Pallamano Spallanzani Casalgrande.
Nonostante ciò viene fondata una nuova società, la Pallamano Rimini '72, guidata ancora una volta da Toni Pasolini, che ne è anche uno dei fondatori. La ripartenza avviene dalla Serie C 1998-1999, campionato che viene vinto proprio dalla 'Jomsa', azienda che rimane come sponsor. Per la stagione 1999-2000 la Jomsa cessa però la propria attività, creando nuovamente incertezza sulla possibilità di iscriversi alla Serie B a causa dell'assenza di uno sponsor. L'arrivo del nuovo sponsor 'Suolificio Silcea' permette però alla squadra di partecipare al campionato. I biancorossi rimangono in Serie B fino alla fine della stagione 2005-2006 quando, dopo aver lottato per la promozione in A2, la società fa un passo indietro e si auto-retrocede in Serie C.
Nella stagione 2007-2008, l'esperta formazione guidata da Pasolini, al secondo anno sotto la sponsorizzazione del 'Calzaturificio Giovagnoli', conquista la Serie C da imbattuta. Tuttavia, a causa dei costi elevati, la squadra sceglie di restare in C, evitando dunque di giocare in Serie B dove le spese sarebbero state molto più alte. Il campionato viene vinto anche l'anno successivo, ma anche in questo caso si decide di rimanere in C nonostante la nuova promozione conquistata sul campo. La 'Giovagnoli' vince anche la Serie C 2009-2010, registrando inoltre una striscia di quindici vittorie consecutive, e questa volta non rinuncia al salto di categoria. Nonostante il salto di categoria, l'impatto con la Serie B si rivela positivo tanto che, all'ultima giornata, si concretizza il sorpasso sul Bologna che porta alla promozione in Serie A2. Nell'estate del 2011 si discute ancora se chiudere i battenti con il ricordo della cavalcata appena vissuta oppure se partecipare al campionato, e si opta per quest'ultima opzione. La 'Giovagnoli' viene così inserita nel girone C della Serie A2 2011-2012: dopo sei giornate i riminesi sono primi e imbattuti, ma poi la squadra, composta anche da due cinquantenni e da cinque over-40, tra cui l'ex azzurro Brasini, tra infortuni vari subisce un calo che li porta a chiudere al quinto posto.
Dopo l'annata in A2 il club rimane senza sponsor e anche grazie a una colletta riesce a iscriversi alla Serie B 2012-2013, con la speranza di trovare nuove risorse economiche strada facendo, cosa che però non accade. Il 16 aprile 2013 va in scena l'ultima partita nella storia della società, una vittoria casalinga sull'H.C. Camerano che permette alla truppa di Pasolini di concludere il campionato al terzo posto. In estate la società conferma l'intenzione di concludere la propria attività.